# Дидриксен, Подль
Подль Ди́дриксен (фар. Páll Didriksen; род. 25 августа 1966 года в Рунавуйке, Фарерские острова) — бывший фарерский футболист, нападающий, выступавший за клубы «НСИ» и «Б68».

## Карьера
Подль начинал карьеру в клубе «НСИ» из родного Рунавуйка. Свой первый матч за взрослую команду «пчёл» он сыграл 16 апреля 1992 года, это была встреча с «СИ» в рамках кубка Фарерских островов. Через 4 дня в поединке против «ВБ» Подль дебютировал в высшей фарерской лиге. Всего в своём первом сезоне на взрослом уровне нападающий принял участие в 8 матчах. В 1993 году состоялся его переход из «НСИ» в тофтирский «Б68». 17 апреля того же года в игре с «Б71» он забил свой первый гол в карьере. 1 сентября Подль дебютировал в еврокубках, заменив Акселя Хёйгора в ответном матче квалификации Лиги чемпионов против хорватской «Кроации». Всего в сезоне-1993 он принял участие в 10 играх фарерского первенства и отметился в них 3 забитыми голами.
В 1994 году Подль стал твёрдым игроком основы тофтирцев и сыграл во всех 18 матчах чемпионата, отличившись 3 раза. В сезоне-1995 он потерял место в основном составе и провёл всего 5 встреч в высшей лиге, забив 1 гол. Параллельно форвард выступал за дублирующий состав тофтирского коллектива во втором дивизионе. Он внёс весомый вклад в победу «Б68 II» на турнире, забив 23 мяча в 11 играх и уступив по этому показателю только своему одноклубнику Петуру Горликче. В 1996 году Подль вернулся в первую команду в качестве игрока основы и отличился 6 раз в 17 встречах фарерского первенства. В сезоне-1997 он был задействован в системе ротации состава и в 14 матчах высшей лиги забил 2 мяча.
В 1998 году Подль вернулся в родной «НСИ», однако не пригодился основному составу «пчёл» и провёл за них всего 1 матч. В то же время он сыграл 2 игры за клубный «дубль» в первом дивизионе. По окончании сезона Подль решил сделать паузу в карьере и вернулся на поле в 2002 году, отыграв 3 встречи в составе «НСИ II». Затем он оставил футбол насовсем.

## Достижения
«Б68 II»
- Победитель второго дивизиона: 1995